# Jリーグサッカー プライムゴール
Jリーグサッカー プライムゴール（Jリーグサッカー PRIME GOAL）はナムコが発売したサッカーゲーム、およびそのシリーズ名。

## Jリーグサッカー プライムゴール
シリーズ第1作。参加チーム・選手は全て実名で登録されている。参加チームは10チーム。おまけモードにリフティングゲームが用意されており、Optionから実行可能。

### 参加チーム
- 鹿島アントラーズ
- 浦和レッドダイヤモンズ
- ジェフユナイテッド市原
- 横浜マリノス
- 横浜フリューゲルス
- ヴェルディ川崎
- 名古屋グランパスエイト
- 清水エスパルス
- ガンバ大阪
- サンフレッチェ広島

## Jリーグサッカー プライムゴール2
シリーズ第2作。前作と同じく参加チーム・選手は全て実名で登録されている。参加チームは2チーム増えて12チーム。前作のおまけであるリフティングゲームは存在しないが、PKモード、オールスターモードが追加されている。

### 参加チーム
- 鹿島アントラーズ
- 浦和レッドダイヤモンズ
- ジェフユナイテッド市原
- 横浜マリノス
- 横浜フリューゲルス
- ヴェルディ川崎
- ベルマーレ平塚
- 名古屋グランパスエイト
- 清水エスパルス
- ジュビロ磐田
- ガンバ大阪
- サンフレッチェ広島

## Jリーグサッカー プライムゴール3
シリーズ第3作。前々作、前作と同じく参加チーム・選手は全て実名で登録されている。参加チームは2チーム増えて14チーム。前々作と同様、Optionからおまけモードを選択可能だが、リフティングゲームではなくPKゲーム。また、通常の対CPU戦のほか、トーナメント戦や自分の選手を育成できる「君がヒーロー」モードが追加されている。

### 参加チーム
- 鹿島アントラーズ
- 浦和レッドダイヤモンズ
- ジェフユナイテッド市原
- 柏レイソル
- 横浜マリノス
- 横浜フリューゲルス
- ヴェルディ川崎
- ベルマーレ平塚
- 名古屋グランパスエイト
- 清水エスパルス
- ジュビロ磐田
- ガンバ大阪
- セレッソ大阪
- サンフレッチェ広島

## Jリーグサッカー プライムゴールEX
スーパーファミコンの時と同じく参加チーム・選手は全て実名で登録されている。参加チームは14チーム。

### 参加チーム
- 鹿島アントラーズ
- 浦和レッドダイヤモンズ
- ジェフユナイテッド市原
- 柏レイソル
- 横浜マリノス
- 横浜フリューゲルス
- ヴェルディ川崎
- ベルマーレ平塚
- 名古屋グランパスエイト
- 清水エスパルス
- ジュビロ磐田
- ガンバ大阪
- セレッソ大阪
- サンフレッチェ広島

## 評価
『3』はファミコン通信クロスレビューでは7、6、6、7の26点。レビュアーはエキサイトステージほどの迫力はないが簡単操作で初心者でも楽しめる、敵が周りに多少いてもパスがつながりやすくテンポがいい、操作反応がいい、一方でCOMが自分で上げたセンタリングを自ら蹴り込むのがメインのシュートパターンなのは興醒め、育成は手軽過ぎる、練習は各選手を操作できるようにしてもよかったのではないか、ゴールのリプレイが欲しい、他作品にも言えることだがオリジナルチーム1つを丸ごと作りたい、一対一のアップ画面は不必要に感じる、演出が地味、第1作で完成されていたゲームであるため特段凄いポイントは一目ではわからないが作りは丁寧で大まかなマイナーチェンジ版だとした。